# Dirk Vellert
Ne doit pas être confondu avec Dirck Jacobsz.
Dirck Jacobsz Vellert, né vers 1480 et mort en 1547, est un graveur et vitrailliste flamand actif à Anvers entre 1511 et 1547.

## Style
L'ensemble des œuvres avérées de Vellert comprend des dessins préparatoires pour des vitraux, des gravures et des médaillons de vitrail. Il semble s'être spécialisé dans la conception de vitraux et atteindre dans ce domaine une certaine notoriété. Il est notamment l'auteur des vitraux de la King’s college Chapel à Cambridge et est inscrit à la Guilde de Saint-Luc d'Anvers comme peintre verrier en 1511. Il est doyen de la corporation en 1518 et 1526. 
En 1901, l'historien d'art Gustav Glück (en) propose de lui attribuer un ensemble de peintures qui présentent des similitudes avec ses dessins. Max Jakob Friedländer reprend ces attributions, qui concernent en particulier une Adoration des bergers conservée à Lille et deux triptyques, une Adoration des Mages, au Musée Boijmans Van Beuningen de Rotterdam et un Ecce homo, au Musée du Centre Public d'Action Sociale de Bruxelles. Mais en 1995, Ellen Konowitz note des différences sensibles et répétées entre les dessins de Vellert et l'œuvre peinte qui lui est attribuée. Elle propose alors d'attribuer ces peintures à un anonyme anversois qu'elle baptise le Maître de l'adoration de Lille, du nom de la pièce conservée au Palais des beaux-arts de Lille. Cette approche semble à présent faire consensus.

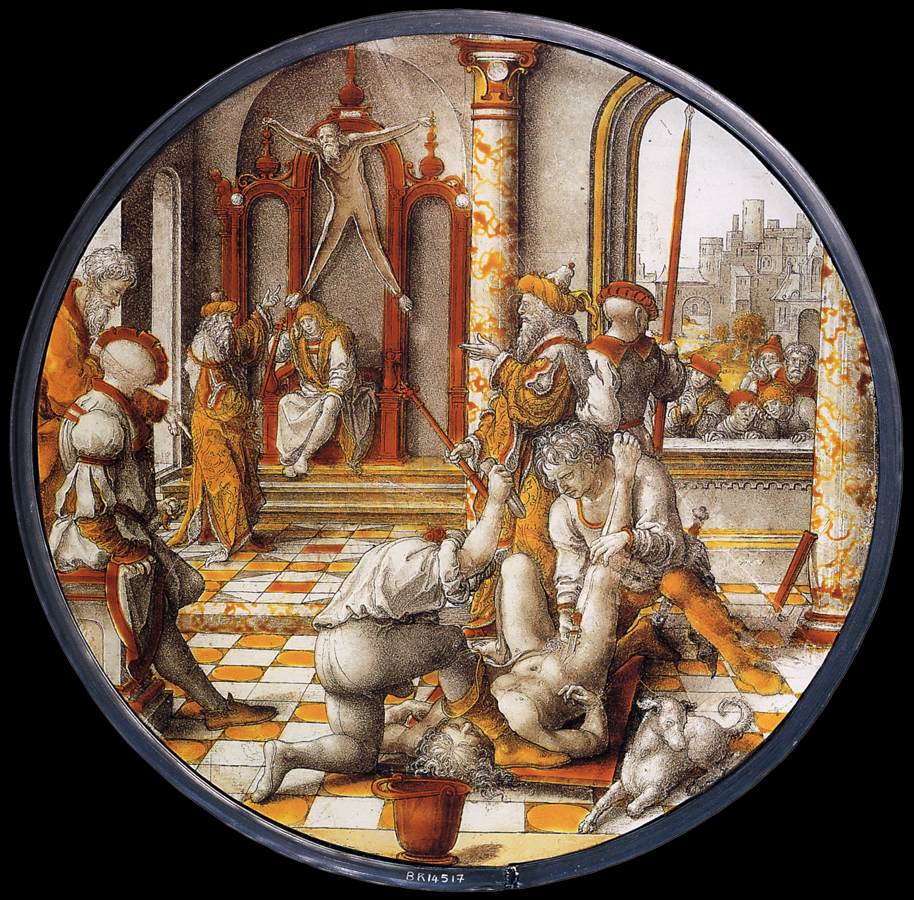
Le Jugement de Cambyse. Vitrail. Ø 30 cm. Amsterdam, Rijksmuseum
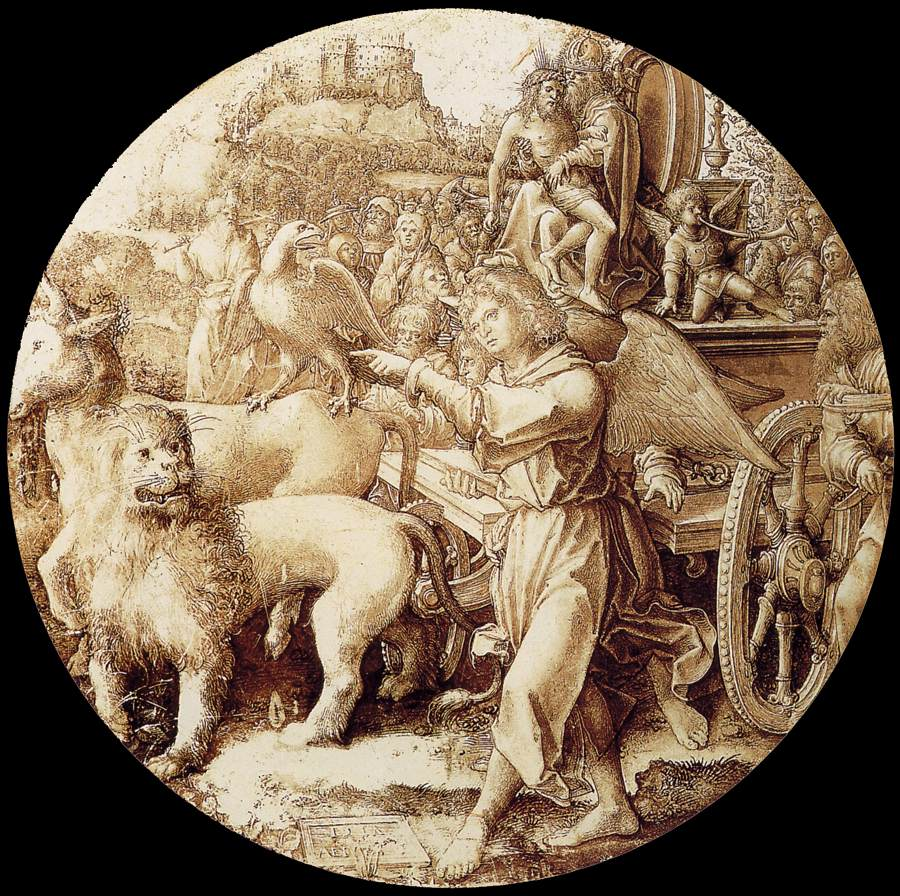
Le Triomphe de la Foi. Vitrail. Ø 28,5 cm. Amsterdam, Rijksmuseum.